# Karpinski (Oktoberrevolutie)
De Karpinski (Russisch: Карпинский) is met 963 meter de hoogste bergtop op het eiland Oktoberrevolutie en tevens van de Russische archipel Noordland. Het vormt het hoogste punt van het Toemannyegebergte in de Karpinskigletsjer aan oostzijde van het eiland. De berg is vernoemd naar de Russische geoloog Aleksandr Karpinski.